# Harald Haas
Harald Haas (* 1968 in Neustadt an der Aisch) ist ein deutscher Informatiker. Sein Spezialgebiet ist die Datenübertragung mittels Licht (Li-Fi).

## Leben und Werk
Harald Haas studierte an der Technischen Hochschule Nürnberg Georg Simon Ohm. Anschließend ging er nach Schottland, wo er von 1998 bis 2001 wissenschaftlicher Mitarbeiter und Nokia-Berater an der University of Edinburgh war.
Er beschäftigte sich mit Themen zu Interferenzen, Reichweite, Kapazität und dynamische Kanalzuweisungsalgorithmen (DCA) von TDD-basierten 3G-Zellularsystemen.
2001 wurde er an der University of Edinburgh promoviert.
Zuvor, im Februar 2001, trat Haas der Siemens AG, Information and Communication Mobile Networks bei, wo er als Leiter eines gemeinsamen Forschungsprojekts zwischen chinesischen und deutschen Universitäten fungierte. Er führte und leitete Forschungsarbeiten zu potenziellen 4G-Technologien wie Mehrträgerübertragung, Verbindungsanpassung, Ad-hoc-Kommunikation, MIMO-Techniken und DCA-Algorithmen für TDD-basierte Zellularsysteme.
Im September 2002 wechselte Haas als Associate Professor an die International University Bremen (IUB).
2006 (Juli) ging Haas wieder nach Edinburgh, wo er zunächst als „Lecturer“ und „Reader“ an der School of Engineering bzw. dem Institute of Digital Communications (IDCOM) der University of Edinburgh tätig war. Dort nahm er 2010 den Ruf als Professor für mobile Kommunikation (Professor of Mobile Communications) an. Zudem ist er seit 2012 Direktor des „Li-Fi Research and Development Centre“ (University of Edinburgh) und Chief Scientific Officer (CSO) von pureLiFi Ltd, dessen Mitgründer er 2012 war.
Sein Forschungsinteresse gilt der gemeinsamen Optimierung von Physical-Layer- und System-Layer-Techniken für TDD-basierte Enhanced-3G- und -4G-Systeme. Haas hat zahlreiche Peer-Review-Konferenz- und Zeitschriftenpapiere veröffentlicht. So referierte er in mehr als 200 Publikationen, darunter 50 Artikel in Zeitschriften, ein eigenes Buch und 4 Buchkapitel bei Wiley & Sons, Econ Verlag und InTech, sowie zahlreiche Artikel im Internet. Sein TED-Video Drahtlose Daten von jeder Glühbirne wurden mehr als 1.000.000 Mal angesehen (Stand 15. Mai 2012). Haas wurden 23 Patente erteilt und ebenso viele Patentanmeldungen.

## Auszeichnungen
Haas erhielt 1999 den Best Paper Award beim Internationalen Symposium für persönliche, Innen- und Mobilfunkkommunikation (PIMRC) und wurde 2001 mit dem Honorary Fellowship der Universität Edinburgh ausgezeichnet.
In seiner Funktion als Technischer Berater für purLiFi wurde Haas 2011 für den World Technology Award in New York nominiert.
2017 wurde er Fellow of the Royal Society of Edinburgh.

## Publikationen (Auswahl)
- Interference analysis of and dynamic channel assignment algorithms in TD–CDMA/TDD systems. Ph.D. Thesis, University of Edinburgh, July 2001. 2001, OCLC 747417182.
- Vergleich eines herkömmlichen Controllers mit dem Fuzzy-Controller. Diplomarbeit, Georg-Simon-Ohm-Universität, Nürnberg. 1997.